# ژن هسته‌ای
ژن هسته‌ای به ژن‌هایی می‌گویند که در هستهٔ یاختهٔ هوهسته‌ایها جای دارند. این واژه برای شناسایی و جداسازی ژن‌هایی که درون هسته‌ با آن دسته ژن‌هایی که در میتوکندری (راکیزه) هستند و همچنین در گیاهان آن دسته ژن‌هایی که در کلروپلاست (سبزدیسه) جای دارند، به کار برده می‌شود. راکیزه و سبزدیسه سامانهٔ ژنتیکی ویژهٔ خود را دارند که می‌توانند بیشتر پروتئین‌های ساختار خودشان را بسازند. در بیشتر نوشتارهای زیست‌شناسی، هنگامیکه واژهٔ «ژن» را به تنهایی به کار می‌برند منظورشان ژن هسته‌ای می‌باشد.